# Віделе
Віделе (рум. Videle) — місто у повіті Телеорман в Румунії. Адміністративно місту також підпорядковане село Кошоая (населення 475 осіб, 2002 рік).
Місто розташоване на відстані 48 км на південний захід від Бухареста, 36 км на північний схід від Александрії, 137 км на схід від Крайови.

## Населення
За даними перепису населення 2002 року у місті проживали 11 987 осіб.
Національний склад населення міста:
| Національність   | Кількість осіб | Відсоток |
| ---------------- | -------------- | -------- |
| румуни           | 11537          | 96,2%    |
| цигани           | 446            | 3,7%     |
| угорці           | 1              | < 0,1%   |
| росіяни-липовани | 1              | < 0,1%   |

Рідною мовою назвали:
| Мова      | Кількість осіб | Відсоток |
| --------- | -------------- | -------- |
| румунська | 11792          | 98,4%    |
| циганська | 193            | 1,6%     |

Склад населення міста за віросповіданням:
| Релігія       | Кількість осіб | Відсоток |
| ------------- | -------------- | -------- |
| православні   | 11915          | 99,4%    |
| п'ятдесятники | 37             | 0,3%     |
| лютерани      | 13             | 0,1%     |
| римо-католики | 11             | 0,1%     |
| адвентисти    | 6              | 0,1%     |
| реформати     | 1              | < 0,1%   |
| мусульмани    | 1              | < 0,1%   |
| юдеї          | 1              | < 0,1%   |
| атеїсти       | 1              | < 0,1%   |

## Зовнішні посилання
- Дані про місто Віделе на сайті Ghidul Primăriilor [Архівовано 16 травня 2009 у Wayback Machine.]